# Zelená svatozář
Zelená svatozář (s podtitulem Kapitoly z ekologické etiky) je kniha česko-amerického filosofa Erazima Koháka, ve které se zabývá ekologickou (environmentální) etikou. Jsou zde představeny jednotlivé proudy environmentálního myšlení a vlastní autorův pohled na vztah člověka k přírodě.

## Kontext
Kniha vyšla poprvé v roce 1998, v roce 1999 pak vyšla anglicky v Chicagu pod názvem „The Green Halo: A Bird's Eye View of Ecological Ethics“. Jako vůbec první se v českém prostředí systematicky zabývala ekologickou etikou. (Další takovou je kniha Bohuslava Binky Environmentální etika  z roku 2008.) Kniha vznikala jako podklad pro přednášky Erazima Koháka na Karlově univerzitě v letech 1996 a 1997. Název Zelená svatozář odkazuje k mottu knihy: „Pozoroval jsem lidového řezbáře, jak své dílo zpestřuje zbytky modelářských laků. Právě natíral apoštolům svatozáře na zeleno. Vracel jsem se tehdy z ekologické konference, a tak jsem se zeptal, jaký význam má ta zelená svatozář. Řekl zamyšleně: ‚Došel mi žlutý lak.‘“
Ekologická krize je pro autora právě tou dobou, kdy došel žlutý lak a kniha tak má předložit tímto ovlivněné filosofické a etické myšlení. Správná interpretace knihy se neobejde bez zohlednění životních osudů Erazima Koháka. Původem Evropan byl nucen strávit většinu života v emigraci v USA. Zde je koncem 60. a v 70. letech 20. století příznačná fascinace východní kulturou a filosofií. Ta ovlivnila i některá environmentální hnutí, která Kohák představuje. Kohák v tomto směru raději zůstává věrný západní tradici, přičemž klade důraz na demokratickou společnost. Předností Zelené svatozáře je právě tento společenský přesah. Problém ekologické etiky netkví pouze v definici vztahu člověk – příroda, ale v ohrožení samotného lidství. Autor předkládá různé názory a pohledy na vztah člověka k okolnímu světu, ze kterých si čtenář(ka) pak může vybrat.

## Obsah
Kniha E. Koháka – Zelená svatozář obsahuje tři části – O lidech a (ostatních) zvířatech, O lidech a (ostatní) přírodě a Strategie v ekologické etice.
Účelem knihy je předložit čtenáři přehled současného filosofického myšlení o lidském pobývání na Zemi, kdy dochází k jejímu ohrožení. Autor chce čtenáře informovat především o ekologické etice a ekologické filosofii, uvádí jednotlivé myšlenky různých autorů – i těch, se kterými nesouhlasí, staví je proti sobě a nabádá čtenáře, aby si předtím, než si vytvoří vlastní závěry, kladli otázky, porozuměli a pochopili jednotlivé uvedené myšlenky.

### Úvod
V úvodu se seznamujeme s pojmem ekologická etika a autorovým zájmem o ni. Kohák také rozebírá náš historický přístup k přírodě – jako ke kulise lidských dramat a vnímání zdrojů, které slouží jen k uspokojení našich potřeb. Také se zabývá problémy, které vyvstaly spolu s lidským přelidněním.

### První část – O lidech a (ostatních) zvířatech
V této části Kohák hovoří o lidském (přesněji o evropském) postoji ke zvířatům. Popisuje ho jako postoj „panský“, který předpokládá vlastní nadřazenost všem ostatním, ať už zvířatům nebo i mimoevropským národům. Projevuje se tím, že ostatní považujeme za „jenom indiány“, „jenom zvířata“ atp., čímž obhajujeme své bezohledné chování k nim. Kohák rozebírá, jak se náš nadřazený přístup ke zvířatům v průběhu času měnil. Od novověkého pojetí zvířat jako suroviny bez nároku na jakékoliv ohledy se dostává k požadavkům na ohleduplné zacházení se zvířaty a k úvahám o tom přiznat zvířatům jistou rovnoprávnost ve vztahu s lidmi. Tyto úvahy a důvody pro jejich ospravedlnění vychází z uvědomění, že zvířata mají nejen účelovou hodnotu (prase na maso), ale také hodnotu samu o sobě (život sám), že mají schopnost trpět, cítit bolest či ztrátu.

### Druhá část – O lidech a (ostatní) přírodě
Zde se autor zaobírá tím, jak lidé vnímají přírodu jako celek. V textu se setkáme s několika takovými přístupy. První z nich, který se vyskytoval po celá staletí, je život lovců a sběračů. Ti nevládnou přírodě, jen přijímají její dary, stojí před ní s bázní a vděčností. Druhý způsob je vnímání přírody pastýřů a zemědělců. Příroda se stává partnerem člověka. Třetí způsob je vnímání řemeslníka a trhovce, kteří již nejsou v přímém styku s přírodou, i když jsou na ni stále silně závislí. Příroda již není partnerem, ale darem. Naproti tomu všemu je dnešní přístup zcela odlišný. Kohák dokládá, že naším současným problémem je, že svoji společnost zakládáme na konzumerismu, společenském systému tvrdícím, že jediným smyslem života a takřka morální povinností občana je hromadit a spotřebovávat stále více hmotného majetku a že stupňováním spotřeby překonáme všechny osobní i společenské problémy, které jsme nedokázali doposud vyřešit.
Kohák tuto část také prolíná etickými přístupy, které by lidstvo mohly ve svých důsledcích vyvést z ekologické krize, přivést k lepšímu zacházení s okolním světem. Z těch významnějších bychom mohli uvést „filosofii úcty k životu“ od Alberta Schweitzera, která sestává především z toho, že prokazujeme všemu životu stejnou úctu jako svému vlastnímu (jelikož život má sám o sobě hodnotu – biocentrická etika), a „etiku Země“ od Aldo Leopolda, jejímž krédem je, že správné je to, co přispívá k zachování integrity, stability a krásy celého společenství života (hodnotu o sobě má celek – ekocentrická etika). Dalšími autory, které Kohák v souvislosti s různými etikami zmiňuje, jsou například H. Skolimowski, A. Gore, J. B. Callicott, G. Hardin a další.

### Třetí část – Strategie v ekologické etice
Třetí část této knihy se zabývá tím, zda je jádro a tudíž i možnost řešení ekologické krize v „subjektivním“ lidském rozhodování a jednání (subjektivistické přístupy – hluboká ekologie, ekofeminismus,…), anebo zda leží v samotné „objektivní“ struktuře přírody a kultury a řešení musí tudíž vycházet ze struktury systému jako celku (objektivistické přístupy – hypotéza Gaia, sociobiologie, systémové teorie). Kohák se zde tedy zabývá jednotlivými praktickými přístupy, jak ekologickou krizi řešit. Opět se jedná o výklad mnoha směrů. V jedné z podkapitol tak seznamuje čtenáře s Arne Naessem a jeho „hlubokou“ ekologií, kterou srovnává s ekologií „mělkou“. Dále se dovídáme o J. Lovelockovi a jeho hypotéze Gaia, ve které nacházíme zcela jiné pochopení Země, a to jako superorganismu, který si udržuje pomocí života svou homeostázu. Zmiňuje také Josefa Šmajse, C. G. Junga či důležitou práci manželů Meadowsových.

### Závěr
V závěru pak autor předkládá své vlastní názory na probíranou tematiku, hodnotí určité postoje a dává etická doporučení, která by podle něho měla vést k udržitelnějšímu životu.

## Hlavní myšlenky
Autor nám předkládá k uvědomění, že si s naší dosavadní etikou, která nepřiznává přírodě žádná práva, nárok na ohled nebo dokonce žádný smysl, dál nevystačíme. Musíme ji přetvořit, jinak si naši planetu zničíme. Je tomu tak proto, že jsme se jako lidstvo změnili. Sice se nezměnila příroda, nezměnila se ani strategie našeho žití, avšak už nejsme nepočetní, skromní a bezmocní, nýbrž nečekaně mocní, neuvěřitelně nároční a nepředstavitelně početní!
Díky přelidnění nabývají i zcela obyčejné činnosti hrozivého rozměru. Jako příklad můžeme uvést jízdu autem či ulovení ryby, když to udělá jeden člověk, nepředstavuje to zatížení přírody, ovšem když to udělají miliardy lidí, je to problém. Zvlášť, když si uvědomíme, že náš současný společenský systém je založený na touze po co nejvyšší materiální spotřebě, která vytváří nekonečný nárok. Jenže nekonečný nárok v konečném, omezeném světě nutně vede k (nejen) ekologické krizi. Vše je podtrženo naší technickou zdatností, která násobí lidskou schopnost nejen si přát, ale také naše přemrštěné spotřební požadavky plnit, a to v obřích měřítkách.
Deformace vztahu k přírodě tak znamená i deformaci vztahů mezilidských a v konečném důsledku i vztahu k sobě samému. Příčinou krize je tzv. „panský postoj“, zastírající naše vidění skutečnosti. Autor jeho počátky vidí u R. Descarta a I. Kanta. Snadno se tak dostává ke kritice moderní vědy, která se cítí být povolána ke „zkrocení světa“, přičemž její metody jsou ospravedlňovány nutností. Jak velmi je naše schopnost soucitu ovlivněna tímto pohledem demonstruje srovnáním s další dějinnou tragédií. Využívá k tomu konstrukt vědeckého poznání, a sice rasu, v konečném důsledku vědecky ospravedlňující holocaust. Upozorňuje na pokrytectví obsažené ve zděšení z koncentračních táborů a současné tiché tolerance pokusných laboratoří a velkochovů. Kvůli těmto skutečnostem je nutné vědomě hledat trvale udržitelný způsob života, který by dokázal zmírnit či zažehnat ekologickou krizi a zlepšit naše mezilidské vztahy i umožnit obnovení vztahu k sobě samému.
Autor apeluje na to, abychom naši společnost systémovými změnami oprostili od její konzumní toxikomanie – především od iluze, že všechno, co nás trápí, samo o sobě zmizí, a štěstí propukne, jen když si „ještě něco koupíme“ – jak nás přesvědčuje reklama. Naopak na osobní úrovni by mohla být východiskem z krize dobrovolná skromnost. Nikoli askeze, ale spíše výběrová náročnost. Jde o to vážit si ne toho, kdo má víc, nýbrž toho, kdo dovede být stejně šťastný či šťastnější s menším zatížením společnosti a Země. Jde o radosti ze života namísto radosti z majetku už jen z toho důvodu, že ten, jehož štěstí závisí na tom, aby měl víc, nikdy nemůže mít dost – a tak se sám odsuzuje k věčné nespokojenosti.